# Severomakedonský fotbalový pohár
Severomakedonský fotbalový pohár (makedonsky Куп на Македонија, Kup na Makedonija) je severomakedonská pohárová soutěž v kopané, která probíhá od roku 1992 po rozpadu Jugoslávie. Vítěz získává právo startu v prvním předkole Evropské ligy UEFA.
Nejúspěšnějším týmem je k roku 2022 s 5 prvenstvími klub FK Vardar.

## Přehled finálových utkání
Pozn.: vítěz označen tučně, finálová utkání v éře samostatnosti

Zdroj:
- 1992/93: FK Vardar – FK Pelister 1:0
- 1993/94: FK Sileks Kratovo – FK Pelister 1:1 po prodl., 4:2 pen.
- 1994/95: FK Vardar – FK Sileks Kratovo 2:1
- 1995/96: FK Sloga Jugomagnat – FK Vardar 0:0 po prodl., 5:3 pen.
- 1996/97: FK Sileks Kratovo – FK Sloga Jugomagnat 4:1
- 1997/98: FK Vardar – FK Sloga Jugomagnat 2:0
- 1998/99: FK Vardar – FK Sloga Jugomagnat 2:0
- 1999/00: FK Sloga Jugomagnat – FK Pobeda Prilep 6:0
- 2000/01: FK Pelister – FK Sloga Jugomagnat 2:1
- 2001/02: FK Pobeda Prilep – FK Cementarnica 55 3:1
- 2002/03: FK Cementarnica 55 – FK Sloga Jugomagnat 4:4 po prodl., 3:2 pen.
- 2003/04: FK Sloga Jugomagnat – FK Napredok 1:0
- 2004/05: FK Baškimi – FK Madžari Solidarnost 2:1
- 2005/06: FK Makedonija Ďorče Petrov – FK Škendija 79 Tetovo 3:2
- 2006/07: FK Vardar – FK Pobeda Prilep 2:1
- 2007/08: FK Rabotnički – FK Milano Kumanovo 2:0
- 2008/09: FK Rabotnički – FK Makedonija Ďorče Petrov 1:1 po prodl., 7:6 pen.
- 2009/10: FK Teteks – FK Rabotnički 3:2
- 2010/11: FK Metalurg Skopje – FK Teteks 2:0
- 2011/12: FK Renova Džepčište – FK Rabotnički 3:1
- 2012/13: FK Teteks – FK Škendija 79 Tetovo 1:1 po prodl., 6:5 pen.
- 2013/14: FK Rabotnički – FK Metalurg Skopje 2:0
- 2014/15: FK Rabotnički – FK Teteks 2:1[2]
- 2015/16: FK Škendija 79 Tetovo – FK Rabotnički 2:0
- 2016/17: FK Pelister – FK Škendija 79 Tetovo 0:0 po prodl., 4:3 pen.
- 2017/18: FK Škendija 79 Tetovo – FK Pelister 3:0
- 2018/19: Akademija Pandev – FK Makedonija Ďorče Petrov 2:2 po prodl., 4:2 pen.
- 2019/20: Nedohrálo se kvůli pandemii covidu-19.
- 2020/21: FK Sileks Kratovo – Akademija Pandev 0:0 po prodl., 4:3 pen.
- 2021/22: FK Makedonija Ďorče Petrov – FK Sileks Kratovo 0:0 po prodl., 4:3 pen.